# Armin Schwibach
Armin Schwibach LC (* 6. Dezember 1964 in Pfarrkirchen) ist ein deutscher Philosoph, Theologe, Übersetzer und Dozent an verschiedenen römischen Hochschulen und arbeitet als freier Publizist und Vatikanberichterstatter. Er lebt in Rom.

## Leben
Nach dem Abitur am Gymnasium Leopoldinum (Passau) 1984 studierte Schwibach an der Pontificia Università Gregoriana Philosophie, wo er 1986 das Bakkalaureat und 1988 das Lizentiat in Philosophie (Spezialisierung: Epistemologie und Metaphysik) ablegte, Letzteres mit der Bestnote „summa cum laude“. Von 1989 bis 1995 studierte er katholische Theologie an der Pontificia Università Lateranense und setzte sein Philosophiestudium an der Gregoriana fort, wo er 1996 wiederum mit „summa cum laude“ zum Doktor der Philosophie promoviert wurde. Die Doktorarbeit wurde 1997 mit dem Robert-Bellarmin-Preis der Pontificia Università Gregoriana für die beste nichttheologische Dissertation des Doktorandenjahrgangs ausgezeichnet. 
Seit 1996 war er als Professor am Pontificio Ateneo Regina Apostolorum der Legionäre Christi tätig, deren Laienmitglied er ist. Außerdem unterrichtete er unter anderem als Gastdozent an der Philosophischen Fakultät der Gregoriana (1992–1998) und an der Fakultät für Bioethik des Pontificio Ateneo Sant’Anselmo (ab 2001). In den 1990er-Jahren war er außerdem als Philosophiedozent an Einrichtungen in Rom und Rieti und als assoziierter Professor in Berlin und Haarlem aktiv. Ein Forschungssemester verbrachte er 1998/99 an der Universität Münster. Von 2000 bis 2003 gab er Deutschunterricht an der staatlichen Sekundarschule Istituto Comprensivo Statale Luigi Settembrini in Rom. Ab 2003 nahm Schwibach einen Forschungsauftrag am staatlichen Kulturinstitut Istituto Trentino di Cultura der Provinz Trient wahr, das 2007 in die Bruno-Kessler-Stiftung umgewandelt wurde. Danach schrieb er vor allem für die von seinem Orden unterhaltene Agentur Zenit und die Würzburger Zeitung Die Tagespost. Seit September 2010 ist er Vatikanist für kath.net.

## Kritik an Papstenzyklika und Schutzmaßnahmen gegen die COVID-19-Pandemie
Im Januar 2021 kritisierte Armin Schwibach in einem Meinungsartikel auf der privaten Online-Plattform kath.net unter Anspielung auf Enzyklika Fratelli tutti über die Geschwisterlichkeit und die soziale Freundschaft, die Papst Franziskus im Oktober 2020 als „Sozialenzyklika“  unterzeichnet hatte, es handele sich hier um „ein gern mit triefenden Augen ausgesprochenes Modewort des aktuellen Pontifikats, in dem sich Ökologismus, eine sozio-politische Sicht ausgehend von den ‚Volksbewegungen‘ auf die Gesellschaft, eine neu-alte Form des Anti-Kapitalismus und globalistische Positionen im Kontext einer UN-Ideologie der universalen ‚Brüderlichkeit‘ engstens miteinander verbunden“ hätten. Die COVID-19-Pandemie sei eine „Tragödie“, die „in erster Linie in den Köpfen von gewissen Leuten stattfindet und dort induziert wurde (zum Beispiel als irrationale ‚Angst‘“;  die Schutzimpfung gegen die COVID-19-Erkrankung verhöhnte er als „das neue Goldene Kalb der aktuellen Situation“).

## Werke (Auswahl)
- als Übersetzer mit Maria Alessandra Canonico: Ingrid Fischer-Schreiber: Dizionario della sapienza orientale. Buddhismo, induismo, taoismo, zen. Filosofia, religione, psicologia, cultura, misticismo, letteratura dell'Oriente. Mediterranee, Rom 1992, ISBN 88-272-0517-9.
- Das transzendentale Problem der Gegenstandskonstitution innerhalb des Weltkontexts. Perspektiven des naturphilosophischen Konzepts des frühen Schelling[4] (= Analecta Gregoriana, Band 273 = Series Facultatis Philosophiae, sectio B, n. 19). Editrice Pontificia Università Gregoriana, Rom 1998, ISBN 88-7652-777-X (Premio Bellarmino 1997; Dissertation, Gregoriana 1996).
- als Herausgeber mit Josef Quitterer: Der Aufgang der Wahrheit. Die Konstruktion der Wirklichkeit. Festschrift für Carlo Huber S.J. Filozofski Fakultet Družbe Isusove, Zagreb 2001, ISBN 953-6257-82-3.[5]
- als Übersetzer mit Claudia Reimüller: Paolo Rodari und Andrea Tornielli: Der Papst im Gegenwind. Was in den dramatischen Monaten des deutschen Pontifikats wirklich geschah. fe-Medienverlags GmbH, Kißlegg 2011, ISBN 978-3-86357-005-7.
- als Herausgeber: Reizthema Zölibat. Pressestimmen. Mit einer Einführung von Walter Brandmüller. fe-Medienverlags GmbH, Kißlegg 2011, ISBN 978-3-86357-015-6.